# Wagram am Wagram
Wagram am Wagram ist eine Ortschaft und eine Katastralgemeinde der Marktgemeinde Grafenwörth im Bezirk Tulln in Niederösterreich. In der Ortschaft leben 385 Einwohner (Stand 1. Jänner 2024). Bis Ende 1966 war Wagram am Wagram eine eigenständige Gemeinde.

## Geografie
Das am Fuße des Wagrams gelegene Dorf schließt im Süden an Feuersbrunn an. Durch den Ort führt die Landesstraße L113, von der hier die L2192 abzweigt.

## Geschichte
Im Jahr 1347 wird der Ort erstmals als Wochrain erwähnt, aber bereits 1358 findet sich die heutige Schreibweise. Um 1850 konstituierte sich Wagram als selbständige Gemeinde
Laut Adressbuch von Österreich waren im Jahr 1938 in der Ortsgemeinde Wagram eine Gastwirtin, ein Gemischtwarenhändler, eine Hebamme, ein Schuster, ein Schuhwarenerzeuger, ein Viktualienhändler und ein Landwirt mit Direktvertrieb ansässig.
Am 1. Jänner 1967 vereinigten sich Feuersbrunn und Wagram am Wagram zur Gemeinde Feuersbrunn. Mit 1. Jänner 1971 vereinigten sich dann Feuersbrunn und Grafenwörth zu Grafenwörth-Feuersbrunn, das dann ein Jahr später wieder in Grafenwörth rückbenannt wurde.

## Persönlichkeiten
- Karl Wallner (Heimatforscher) (1878–1949), genannt Wallner-Vetter, Weinbauer und Heimatforscher
- Anton Fellner (1927–1997), Journalist, Generalsekretär der Wiener Diözesansynode und Abteilungsleiter beim ORF